# Ratolí marsupial d'Ingram
El ratolí marsupial d'Ingram (Planigale ingrami) és el marsupial més petit de tots i un dels mamífers més petits. És difícil de veure'l, però és bastant comú a les planes, les zones boscoses de terres argiloses i els herbassars estacionalment inundats del Top End d'Austràlia.